# U Got It Bad
U Got It Bad è una canzone di Usher, estratta come secondo singolo dal suo terzo album del 2001 8701.

## Il singolo
U Got It Bad raggiunge la vetta della classifica statunitense Billboard Hot 100 e riesce ad entrare nei top 5 nel Regno Unito ed in Australia.
Il singolo arriva alla prima posizione il 15 dicembre 2001, dove rimane solo una settimana, per essere rimpiazzato temporaneamente da How You Remind Me dei Nickelback. U Got It Bad ritornerà poi in vetta il 19 gennaio 2002 e vi rimarrà per cinque settimane.
È una delle pochissime canzoni R&B a contenere un assolo di chitarra.

## Il video
Il video prodotto per U Got It bad è stato diretto da Little X con la fotografia di Pascal Lebegue, e trasmesso per la prima volta il 22 ottobre 2001. Nel video, il cantante continua a pensare ad una ex-fidanzata, con la quale il rapporto è finito.

## Tracce
UK CD 1
1. U Got It Bad (Radio Mix)
2. U Remind Me (Remix - Featuring Method Man & Blu Cantrell)
3. U R The One (Radio Mix)
4. U Got It Bad (CD-Rom Video)

UK CD 2
1. U Got It Bad (Soulpower Remix)
2. U Got It Bad (Tee's UK R&B Remix)
3. U Got It Bad (Tee's Latin Radio Remix)
4. U Got It Bad (Tee's Dub Remix)

## Classifiche
| Classifica                           | Posizione più alta |
| ------------------------------------ | ------------------ |
| Svizzera                             | 13                 |
| Francia                              | 18                 |
| Paesi Bassi                          | 20                 |
| Belgio                               | 36                 |
| Svezia                               | 50                 |
| Australia                            | 3                  |
| Germania                             | 26                 |
| Nuova Zelanda                        | 3                  |
| Regno Unito                          | 5                  |
| U.S. Billboard Hot 100               | 1                  |
| U.S. Billboard Hot R&B/Hip-Hop Songs | 1                  |